# Ben Chilwell
Benjamin James Chilwell (sinh ngày 21 tháng 12 năm 1996) là một cầu thủ bóng đá chuyên nghiệp người Anh hiện đang thi đấu ở vị trí hậu vệ trái cho câu lạc bộ Crystal Palace dưới dạng cho mượn từ câu lạc bộ Chelsea Premier League và đội tuyển bóng đá quốc gia Anh.
Bắt đầu sự nghiệp của mình tại Leicester City, Chilwell có thời gian cho Huddersfield Town mượn và gia nhập Chelsea vào năm 2020.

## Sự nghiệp câu lạc bộ

### Leicester City
Chilwell gia nhập học viện của Leicester City ở tuổi 12 vào năm 2009 sau khi chơi ở trung tâm xuất sắc của Rushden & Diamonds .  Anh ấy đã giành được giải thưởng Cầu thủ xuất sắc nhất của Học viện vào cuối mùa giải 2014–15 . 
Sau khi khoác áo câu lạc bộ trước mùa giải dưới thời tân HLV Claudio Ranieri , Chilwell được trao chiếc áo số 30 trước mùa giải 2015–16 . Anh có trận ra mắt đội một vào ngày 27 tháng 10 năm 2015 trong trận đấu tại League Cup của câu lạc bộ với Hull City . Chilwell đã chơi cả trận khi Leicester thua 5–4 trên chấm phạt đền sau khi hòa 1–1 sau hiệp phụ. 
Vào ngày 19 tháng 11 năm 2015, Chilwell gia nhập câu lạc bộ Championship Huddersfield Town theo dạng cho mượn đến ngày 3 tháng 1 năm 2016.  Anh có trận ra mắt 9 ngày sau đó trong trận thua 2–0 trên sân nhà trước Middlesbrough . 
Vào ngày 28 tháng 7 năm 2016, Chilwell ký hợp đồng mới với Leicester có thời hạn đến tháng 6 năm 2021.  Anh có trận ra mắt tại Premier League vào ngày 26 tháng 12 trong trận thua 0-0 trên sân nhà trước Everton . Chilwell đã nhận được lời khen ngợi cho màn trình diễn của mình.  Anh ấy đã có 19 lần ra sân trong suốt mùa giải 2016–17 , trong đó có hai lần ở UEFA Champions League , và ghi bàn thắng đầu tiên trong sự nghiệp vào ngày 18 tháng 5 năm 2017 trong trận thua 6–1 trên sân nhà trước Tottenham Hot1qspur . 
Chilwell bị đuổi khỏi sân lần đầu tiên trong sự nghiệp vào ngày 13 tháng 1 năm 2018 sau khi nhận hai thẻ vàng trong vòng năm phút của nhau trong trận hòa không bàn thắng trước Chelsea .  Anh ký hợp đồng mới với Leicester vào ngày 20 tháng 10, gắn bó với câu lạc bộ cho đến tháng 6 năm 2024. 

### Chelsea
Chilwell ký hợp đồng với đối thủ Premier League của Leicester là Chelsea vào ngày 26 tháng 8 năm 2020 theo hợp đồng 5 năm với mức phí không được tiết lộ theo báo cáo của BBC Sport là 45 triệu bảng.  Anh có trận ra mắt vào ngày 23 tháng 9, kiến tạo cho Olivier Giroud ghi bàn trong chiến thắng 6–0 trên sân nhà trước Barnsley ở vòng 3 EFL Cup sau khi vào sân từ băng ghế dự bị.  Trong trận ra quân đầu tiên cho câu lạc bộ vào ngày 3 tháng 10, Chilwell ghi bàn mở tỷ số và kiến tạo cho Kurt Zouma lần thứ hai khi Chelsea đánh bại Crystal Palace 4–0 trên sân nhà. 
Vào ngày 7 tháng 4 năm 2021, Chilwell ghi bàn thắng đầu tiên tại UEFA Champions League trong chiến thắng 2–0 trên sân khách trước Porto ở trận lượt đi vòng tứ kết .  Vào ngày 16 tháng 5, Chilwell ghi bàn vào lưới đội bóng cũ Leicester City trong trận Chung kết FA Cup ở phút 88, chỉ vì điều đó không được VAR cho phép , khi Leicester tiếp tục giành chiến thắng 1–0 và lần đầu tiên họ giành được FA Cup .  Vào ngày 29 tháng 5, Chilwell đã giành được danh hiệu đầu tiên sau khi Chelsea đánh bại Manchester City 1–0 trong trận Chung kết UEFA Champions League 2021 tại Porto . 
Vào ngày 2 tháng 10 năm 2021, trong trận ra quân đầu tiên tại Premier League, Chilwell ghi bàn thắng đầu tiên trong mùa giải trong chiến thắng 3-1 trên sân nhà trước Southampton .  Chilwell cũng sẽ ghi bàn trong hai trận đấu tiếp theo của Chelsea, chiến thắng 1–0 trước Brentford và chiến thắng 7–0 trước Norwich City . Ghi bàn trong trận đấu cuối cùng của Chelsea ở mùa giải Premier League 2020–21 , Chilwell trở thành cầu thủ người Anh đầu tiên ghi bàn trong 4 trận liên tiếp ở Premier League cho Chelsea kể từ Frank Lampard vào tháng 2 năm 2013. 
Vào ngày 23 tháng 11 năm 2021, Chilwell dính chấn thương đứt dây chằng chéo trước trong chiến thắng 4–0 trên sân nhà trong trận đấu vòng bảng Uefa Champions League 2021-22 của Chelsea với Juventus .  Anh ấy bị thay ra trong hiệp hai sau khi va chạm với Adrien Rabiot .  Vào ngày 28 tháng 12 năm 2021, trong một tuyên bố của Chelsea đã tiết lộ rằng Chilwell sẽ phải phẫu thuật sửa chữa.  Có nghĩa là anh ấy sẽ bỏ lỡ vô thời hạn phần còn lại của mùa giải.

## Sự nghiệp quốc tế

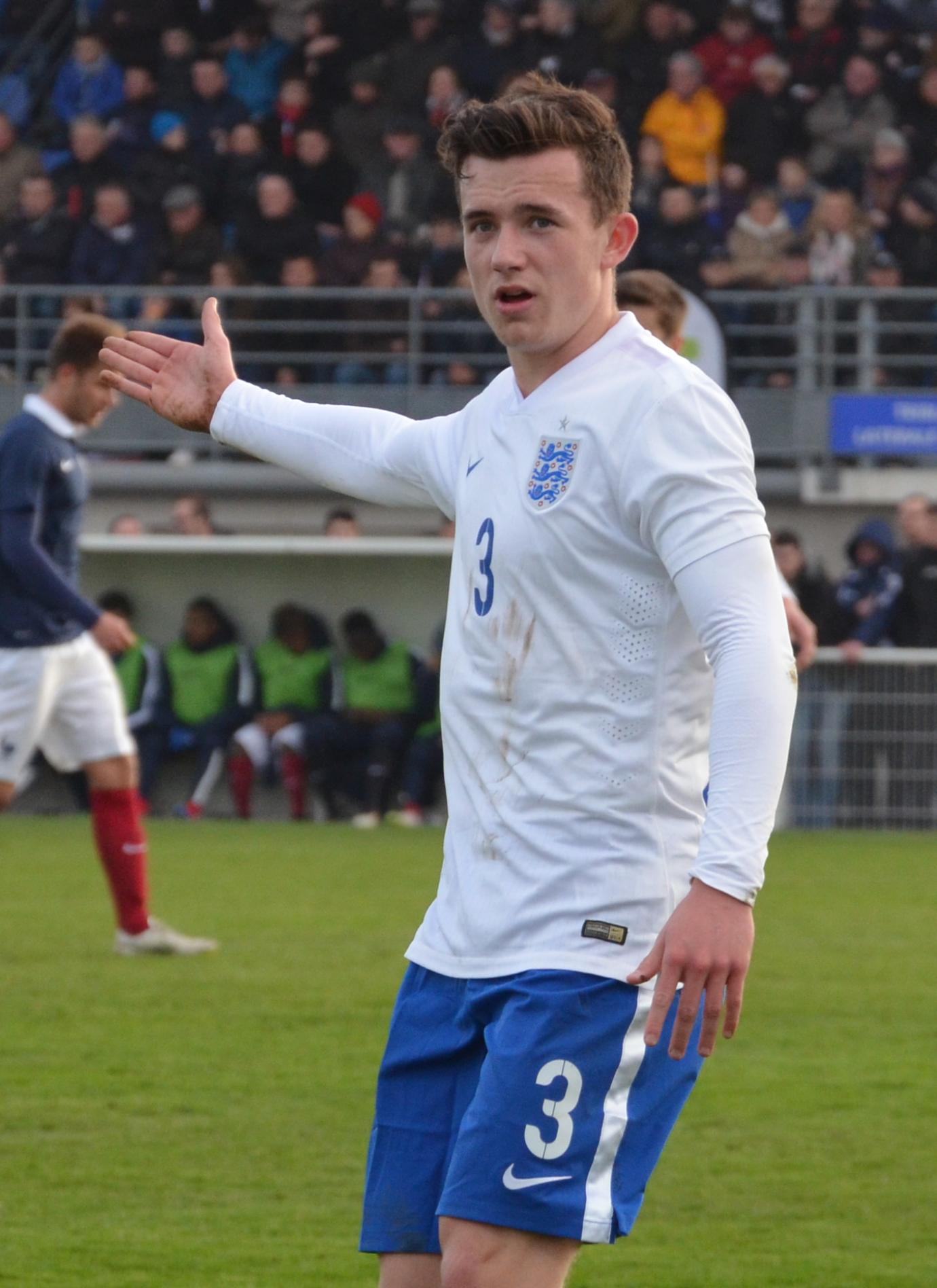
Người Ben Chilwell

Cùng với người đồng đội ở Leicester, Demarai Gray , Chilwell đã được gọi từ đội U21 vào đội hình chính thức của đội tuyển Anh vào tháng 9 năm 2018 cho trận giao hữu với Thụy Sĩ. Anh ra mắt trận đấu này vào ngày 11 tháng 9, khi vào sân ở phút 79 thay cho Danny Rose trong chiến thắng 1–0 trên sân nhà. Khi được tung vào sân trong trận đấu tại sân vận động King Power, anh trở thành cầu thủ Anh đầu tiên ra mắt câu lạc bộ kể từ sau Paul Scholes tại Old Trafford năm 1997. Chilwell có trận ra quân đầu tiên vào ngày 12 tháng 10 trong trận hòa không bàn thắng với Croatia tại UEFA Nations League A 2018–19, trong một trận đấu diễn ra kín kẽ. 
Chilwell có tên trong danh sách 26 người của đội tuyển Anh tham dự VCK Euro 2020. Vào ngày 22 tháng 6 năm 2021, Chilwell và cầu thủ người Anh Mason Mount buộc phải tự cô lập sau khi tiếp xúc với cầu thủ Scotland Billy Gilmour, người có kết quả xét nghiệm dương tính với COVID-19 sau trận hòa 0–0 của Anh với Scotland tại giải đấu. 
Vào ngày 9 tháng 10 năm 2021, Chilwell ghi bàn thắng quốc tế đầu tiên trong chiến thắng 5–0 trên sân khách trong trận đấu vòng loại FIFA World Cup 2022 của đội tuyển Anh với Andorra.

## Đời tư
Bố của Chilwell là người New Zealand di cư đến Anh năm 1993, 3 năm trước khi Chilwell ra đời.
Ông ngoại của Chilwell, Guy Shuttleworth cũng là một vận động viên thể thao đã chơi bóng cho đội Corinthian-Casuals - giành chức vô địch quốc tế cho đội tuyển Anh nghiệp dư năm 1949 - và đại diện cho Đại học Cambridge ở hạng nhất cricket. Ông qua đời ở tuổi 94 vào ngày 21 tháng 1 năm 2021. Chilwell chơi cricket cho câu lạc bộ địa phương của ông, Flitwick. 
Chilwell là cha đỡ đầu của Leo, con trai của đồng đội James Maddison ở đội tuyển Anh . 

## Thống kê sự nghiệp

### Câu lạc bộ
Tính đến ngày 23 tháng 5 năm 2021
| Câu lạc bộ               | Mùa giải            | Vô địch quốc gia    | Vô địch quốc gia | Vô địch quốc gia | Cúp FA  | Cúp FA | Cúp liên đoàn | Cúp liên đoàn | Cúp châu Âu | Cúp châu Âu | Khác    | Khác   | Tổng cộng | Tổng cộng |
| Câu lạc bộ               | Mùa giải            | Hạng đấu            | Số trận          | Số bàn           | Số trận | Số bàn | Số trận       | Số bàn        | Số trận     | Số bàn      | Số trận | Số bàn | Số trận   | Số bàn    |
| ------------------------ | ------------------- | ------------------- | ---------------- | ---------------- | ------- | ------ | ------------- | ------------- | ----------- | ----------- | ------- | ------ | --------- | --------- |
| Leicester City           | 2015–16             | Premier League      | 0                | 0                | 2       | 0      | 1             | 0             | —           | —           | —       | —      | 3         | 0         |
| Leicester City           | 2016–17             | Premier League      | 12               | 1                | 4       | 0      | 1             | 0             | 2           | 0           | —       | —      | 19        | 1         |
| Leicester City           | 2017–18             | Premier League      | 24               | 0                | 4       | 0      | 4             | 0             | —           | —           | —       | —      | 32        | 0         |
| Leicester City           | 2018–19             | Premier League      | 36               | 0                | 0       | 0      | 0             | 0             | —           | —           | —       | —      | 36        | 0         |
| Leicester City           | 2019–20             | Premier League      | 27               | 3                | 3       | 0      | 3             | 0             | —           | —           | —       | —      | 33        | 3         |
| Leicester City           | Tổng cộng           | Tổng cộng           | 99               | 4                | 13      | 0      | 9             | 0             | 2           | 0           | —       | —      | 123       | 4         |
| Huddersfield Town (mượn) | 2015–16             | Championship        | 8                | 0                | —       | —      | —             | —             | —           | —           | —       | —      | 8         | 0         |
| U-23 Leicester City      | 2016–17             | —                   | —                | —                | —       | —      | —             | —             | —           | —           | 1       | 0      | 1         | 0         |
| Chelsea                  | 2020–21             | Premier League      | 27               | 3                | 3       | 0      | 2             | 0             | 9           | 1           | —       | —      | 41        | 4         |
| Tổng cộng sự nghiệp      | Tổng cộng sự nghiệp | Tổng cộng sự nghiệp | 134              | 7                | 16      | 0      | 11            | 0             | 11          | 1           | 1       | 0      | 173       | 8         |

1. ↑  Ra sân ở UEFA Champions League
2. ↑  Ra sân ở EFL Trophy

### Quốc tế
Tính đến ngày 26 tháng 3 năm 2024
| Đội tuyển quốc gia | Năm       | Số trận | Số bàn |
| ------------------ | --------- | ------- | ------ |
| Anh                | 2018      | 5       | 0      |
| Anh                | 2019      | 6       | 0      |
| Anh                | 2020      | 1       | 0      |
| Anh                | 2021      | 5       | 1      |
| Anh                | 2023      | 2       | 0      |
| Anh                | 2024      | 2       | 0      |
| Tổng cộng          | Tổng cộng | 21      | 1      |

Tính đến ngày 9 tháng 10 năm 2021
Bàn thắng và kết quả của Anh được để trước
| # | Ngày                | Địa điểm                                         | Số trận | Đối thủ | Bàn thắng | Kết quả | Giải đấu                      |
| - | ------------------- | ------------------------------------------------ | ------- | ------- | --------- | ------- | ----------------------------- |
| 1 | 9 tháng 10 năm 2021 | Sân vận động Quốc gia, Andorra la Vella, Andorra | 15      | Andorra | 1–0       | 5–0     | Vòng loại FIFA World Cup 2022 |

## Danh hiệu

### Câu lạc bộ

#### Chelsea
- UEFA Champions League: 2020–21
- UEFA Super Cup: 2021
- FIFA Club World Cup: 2021

### Quốc tế
- Hạng 3 Giải vô địch bóng đá các quốc gia châu Âu: 2018–19[18]
- UEFA Euro: Á quân 2020